# Afrykanka czerwonoczelna
Afrykanka czerwonoczelna (Poicephalus gulielmi) – gatunek średniej wielkości ptaka z rodziny papugowatych (Psittacidae), podrodziny papug afrykańskich (Psittacinae). Występuje w Afryce w trzech podgatunkach, w zachodniej, środkowo-zachodniej oraz wschodniej części kontynentu. Niezagrożona wyginięciem.

## Taksonomia
Gatunek opisał po raz pierwszy William Jardine w roku 1849. Za miejsce zebrania holotypu wskazał okolice rzeki Kongo. Ptaki z wyżyn Kenii były wydzielane do podgatunku permistus, pojawiła się również propozycja utworzenia podgatunku aubryanus; obecnie zawiera się on w podgatunku nominatywnym.

## Podgatunki i zasięg występowania
IOC wyróżnia następujące podgatunki:
- P. g. fantiensis Neumann, 1908 – Liberia do Ghany
- P. g. gulielmi (Jardine, 1849) – Kamerun do północnej Angoli, wschodniej Demokratycznej Republiki Konga i zachodniej Ugandy
- P. g. massaicus G. A. Fischer & Reichenow, 1884 – zachodnia i centralna Kenia, północna Tanzania

Na terenie Wybrzeża Kości Słoniowej gatunek stwierdzono kilkukrotnie, jednak blisko 35 osobników odnotowano w okolicy Parku Narodowego Marahoué.

## Biotop
Afrykanka czerwonoczelna to gatunek leśny. Wybiera szeroki zakres środowisk: od zadrzewień przedstawicieli Podocarpus po wilgotny las równikowy; odwiedza plantacje kawy. W Kenii podgatunek massaicus zamieszkuje górskie lasy Podocarpus i jałowców (Juniperus) na wysokości 1800–3250 m n.p.m., w większości spotykana w pierwotnych zadrzewieniach. Zarówno P.g. gulielmi, jak i P.g. fantiensis zamieszkują lasy, przeważnie przebywają na wierzchołkach drzew w parach lub grupach liczących do 10 osobników. W Kenii podgatunek massaicus jest obecny na górze Kenia do 2500 m n.p.m.; ptaki schodzą na niższe wysokości celem żerowania, w ciągu dnia przemierzając do 60 km. W zachodniej części zasięgu ptaki z podgatunków gulielmi i fantiensis zamieszkują lasy nizinne lasy deszczowe, w Afryce Zachodniej poniżej 700 m n.p.m. W Angoli stwierdzane był na plantacjach kawy, a w Ghanie także w lasach wtórnych.

## Morfologia
Długość ciała P. gulielmi według autorów HBW mieści się w przedziale 26–30 cm, jednak Mike Perrins podaje węższy zakres – 293 ± 14 mm. Skrzydło mierzy 195–207 mm długości, dziób 29,1 ± 1,8 mm. Masa ciała wynosi od 255 do 300 g. Głowę, spód ciała oraz kuper porastają zielone pióra. Czerwone obszary obejmują, prócz czoła (co oddaje także angielska nazwa, Red-fronted Parrot), wierzch głowy, nogawice, a także skraje skrzydła. Kantarek oraz brodę cechuje barwa czarna. Na czarnych piórach wyższej części grzbietu oraz zgięcia skrzydeł występują zielone krawędzie. Pozostała część wierzchu ciała przyjmuje barwę czarnobrązową z zielonymi krawędziami piór, podobnie jak i skrzydła wraz z lotkami i sterówkami; dwa ostatnie wyróżnia brak krawędzi odmiennej barwy. Występuje dymorfizm płciowy w barwie tęczówki, która u samców ma kolor czerwonopomarańczowy, a u samic pomarańczowobrązowy. Górna szczęka szara, blisko końca czarna. Dolna szczęka czarniawa. Nogi ciemnoszare do czarniawych. U ptaków młodocianych upierzenie ogólnie mniej intensywnej barwy, brak czerwonych obszarów.

## Zachowanie
Zwykle afrykanka czerwonoczelna przebywa w parach lub grupach do 10 osobników; tworzy większe stada w przypadku dostatku pożywienia. W trakcie żerowania lub wypoczynku ptaki pozostają w koronach drzew. Niekiedy w trakcie spoczynku ptaki grupują się w pokaźne stada. W Kenii podgatunek massaicus, przebywający do 60 km w ciągu dnia, porusza się wzdłuż lasów galeriowych, niekiedy jednak przelatuje przez sawannę z akacjami. Lot szybki i prosty.
Głośny gatunek, odzywa się wysokimi, szorstkimi i trajkoczącymi okrzykami scureeat tchareek scuureeat. Bardziej żywe, bulgoczące i melodyjne dźwięki czasem towarzyszą innym, wrzeszczącym odgłosom.

### Pożywienie
W diecie P. gulielmi przeważają nasiona, zjada jednak podobną ilość owoców; prócz tego żywi się kwiatami i owadami. Według Josepha Forshawa większość zjadanych owoców to owoce oliwki (Olea), Podocarpus i jałowca. Zjada też nasiona spatodei dzwonkowatej (Spathodea campanulata). Osobniki podgatunku fantiensis mają możliwość pozyskiwania orzechów olejowca gwinejskiego (Elaeis guineensi). P.f. massaicus zjada owoce Podocarpus, prócz tego kwiaty i przypuszczalnie nasiona Grevillea robusta (gatunek pochodzi z Australii, występuje w uprawach RPA, rozprzestrzeniony jest w innych krajach).

## Lęgi

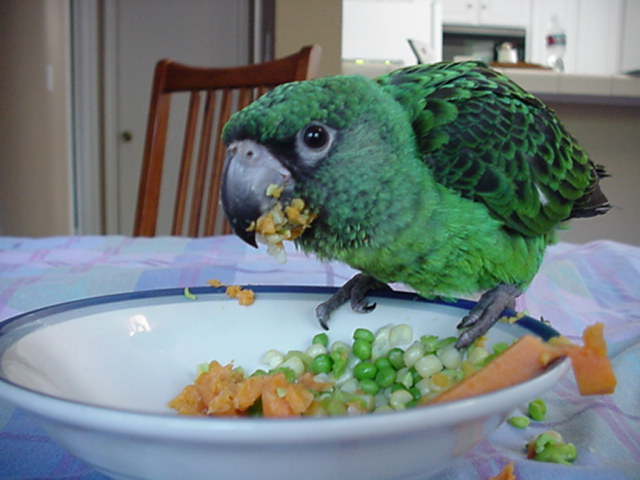
Młody osobnik

Gatunek monogamiczny, gniazduje samotnie. W trakcie kopulacji samiec rytmicznie się kołysze, nie porusza przy tym skrzydłami. Gniazdo znajduje się 3–12 m nad ziemią. W Kenii, na wysokości 2500 m n.p.m. lęgi mają miejsce w czerwcu i prawdopodobnie także od września do listopada. Na Mount Meru stwierdzono gniazda w żywych okazach Hagenia abyssinica, Podocarpus i jałowcu Juniperus procera. Także u P.f. massaicus odnotowywano zniesienia w listopadzie i styczniu (w Tanzanii), w marcu, czerwcu oraz od września do listopada w Kenii. W DRK ptaki podgatunku nominatywnego składają jaja we wrześniu. W zniesieniu dwa białe jaja. Pozostałe dane nieznane. Możliwe, że młode zostają z rodzicami do momentu, w którym nie rozpoczną oni kolejnego lęgu.

## Status i zagrożenia
Przez IUCN afrykanka czerwonoczelna klasyfikowana jest jako gatunek najmniejszej troski (LC, Least Concern). Populacja prawdopodobnie ma trend spadkowy ze względu na niszczenie środowiska. P. gulielmi znajduje się na załączniku II CITES. Od 1976 roku w handlu międzynarodowym uczestniczyło 43 358 odłowionych w naturze ptaków (dane z 2005; daje to około 1495 osobników na rok). Łapanie dzikich ptaków w nierozsądnych ilościach również wpływa na zmniejszanie się populacji.